# Cypraecassis testiculus
Cypraecassis testiculus är en snäckart som först beskrevs av Carl von Linné 1758.  Cypraecassis testiculus ingår i släktet Cypraecassis och familjen hjälmsnäckor. Inga underarter finns listade i Catalogue of Life.

## Bildgalleri

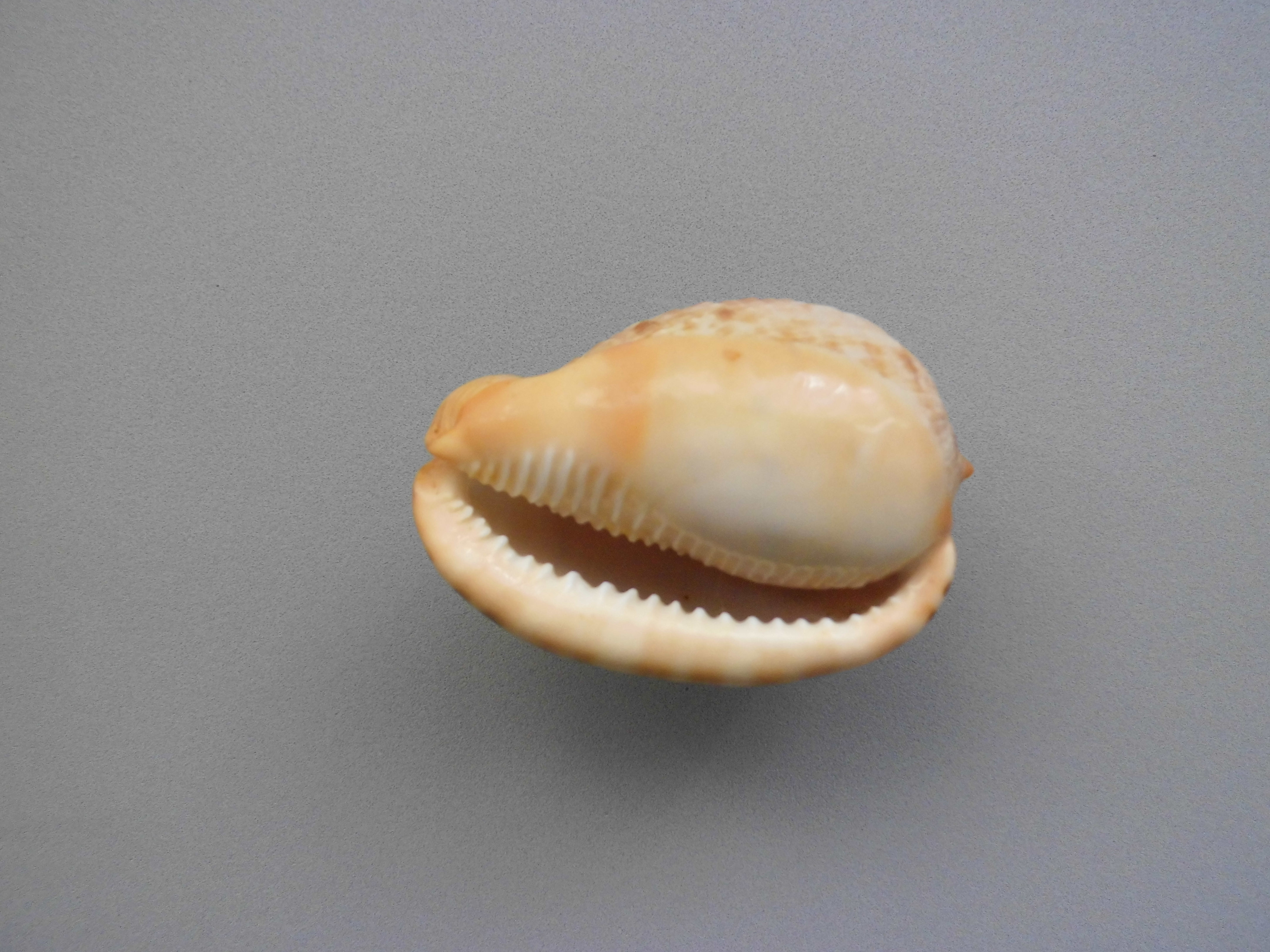
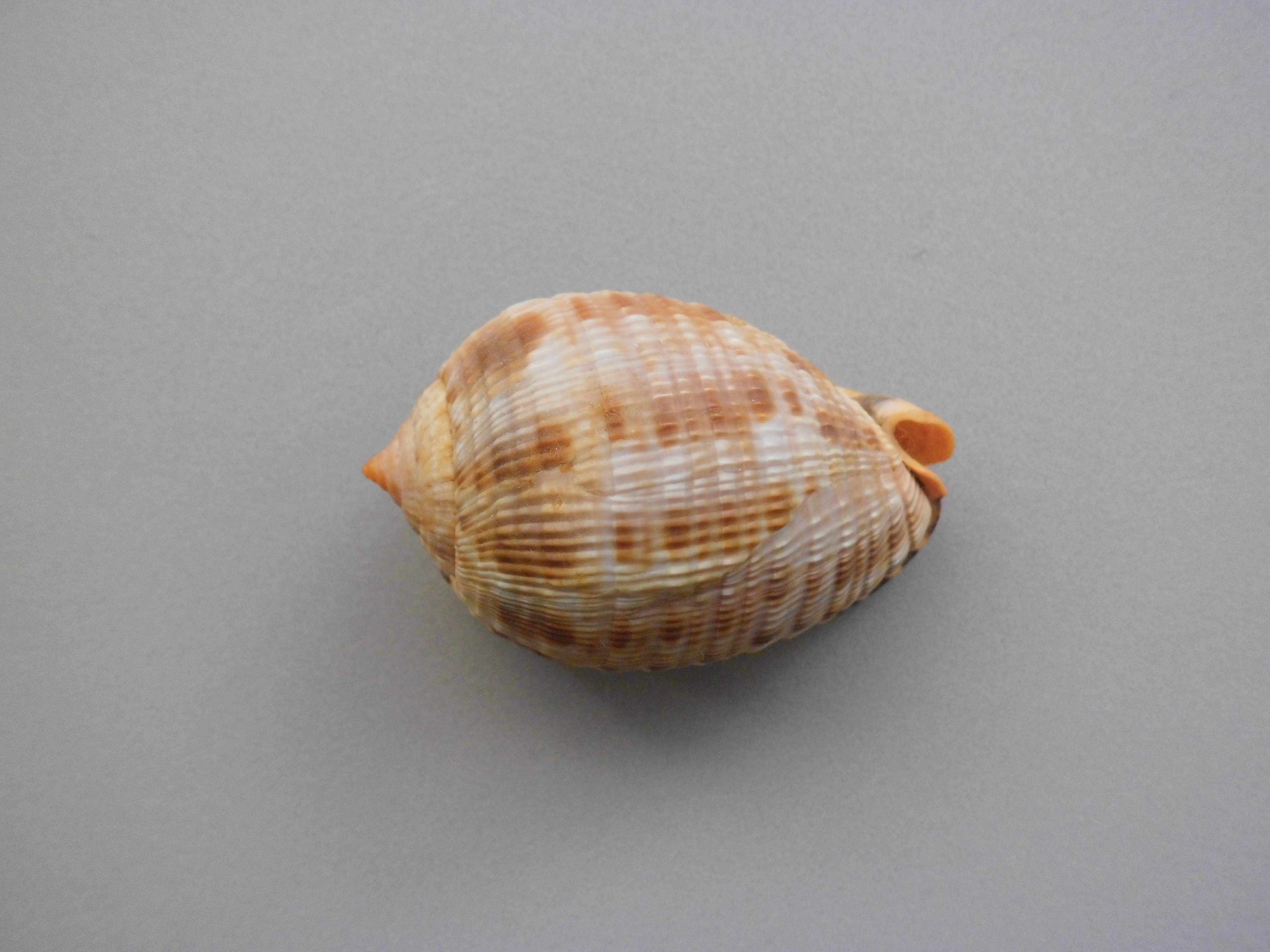
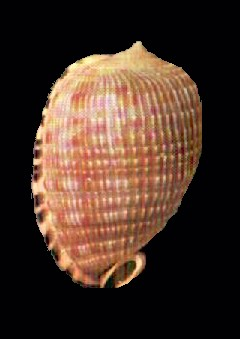
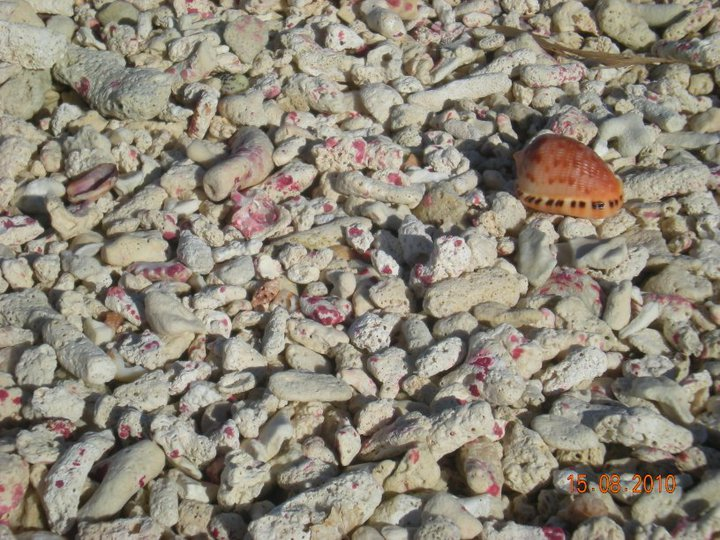